# Karl-Fredrik Berggren
Knut Karl-Fredrik Berggren, född 17 maj 1937 i Uppsala, död 26 april 2020 i Sankt Lars distrikt i Linköping, var en svensk teoretisk fysiker.
Berggren var sedan 1977 professor i teoretisk fysik vid Linköpings universitet och medverkade till uppbyggnaden av Linköpings universitet och institutionen för fysik, kemi och biologi, IFM. Han var även grundaren av Nationellt superdatorcentrum (NSC) i Linköping omkring 1990. Han var under perioden 2002–2008 projektchef för planeringen av ESS-Scandinavia, vid Lunds universitet, och medverkade till att anläggningen blev förlagd i Sverige och Lund. Han var ordförande i Svenska Fysikersamfundet mellan 2010 och 2012.
Professor Berggren var en engagerad forskare inom halvledare, där hans arbete kretsade kring hur man kunde utveckla syntetiska halvledare för att effektivisera den tekniska utvecklingen inom den avancerade industrin. Han är även en av de vägvisande forskare som lade grunden till hur teknikindustrin använder halvledare i dagens teknik.
Under Berggrens tid på FOA inom materialforskning banade han även vägen till hur den svenska pansaren ser ut än idag.
År 2019 promoverades Berggren till jubeldoktor vid Uppsala universitet.
Berggrens vetenskapliga publicering har (2020) enligt Google Scholar över 7 000 citeringar och ett h-index på 40.
Berggren var från 1981 till sin död gift med specialistpsykologen Christina Warfvinge. 
Berggren är även far till Enköpingsinfluensern Thompa Gamezon, som har en Youtube-kanal inom gaming.
Karl-Fredrik Berggren är begravd på Uppsala gamla kyrkogård.